# Emmaboda GK

The logo of the golf club Emmaboda GK

Emmaboda GK, är en golfklubb i orten Vissefjärda i Emmaboda kommun i Småland. 

## Historik
Emmaboda GK bildades 1976. Man valde området Björketorp som sträcker sig längs Kyrksjön, Vissefjärda och arrenderade marken av Växjö stift. 22 augusti 1982 stod de första 9 hålen klara. 1992 invigdes 18-hålsbanan.
1985 anställs Farid Guedra som tränare på klubben. 1988 kom Vijay Singh till Vissefjärda och började i träning hos Farid. 1995 utsågs Vijay Singh till klubbens hedersmedlem.
2002 köpte klubben markområdet av Växjö stift. 
2010 byggs en stugby av tre parhus. 
2017 byggs en golfstudio och det görs en ombyggnad av omklädningsrum, kansli och shop. Hela området handikappanpassas. 
2019 påbörjas en utbyggnad av dammarna på banan och ett teknikhus byggs så klubben. Med detta teknikhus kan klubben rena och använda sig av  avloppsvattnet från Vissefjärda reningsverk till bevattning av banan. 

## Anläggningar
18-håls banan Björketorp sträcker sig intill Kyrksjön. Golfklubben har en restaurang. Emmaboda Golfklubb har en golfhall inomhus i Emmaboda för medlemmar. 

## Miljöprojekt

### Bevattning
Sedan 2020 bevattnar Emmaboda golfklubb sina gräsytor med renat avloppsvatten. Gräsytorna tar upp kväve och fosfor, vilket minskar övergödningen i Lyckebyån som rinner ut i Östersjön. 

## Mottagna pris
- Swedish Greenkeepers Associations (SGA) och Svenska Golfförbundets (SGF) miljöpris 2022 för klubbens mångåriga miljöarbete[9][10].
- Emmaboda Bygg- och miljönämnds Miljöpris 2021 för projekt Bevattning med renat avloppsvatten från den närliggande tätorten Vissefjärda[11][12].